# Daniel Rodriguez (peleador)
Daniel Rodriguez (Alhambra, California, Estados Unidos, 31 de diciembre de 1986) es un artista marcial mixto estadounidense que actualmente compite en la división de peso wélter de Ultimate Fighting Championship (UFC).

## Primeros años
Según él, creció en Los Ángeles en una familia afiliada a una banda, alternando entre el barrio y el sistema penitenciario mientras se metía continuamente en peleas en ambos.
 Sin ningún antecedente deportivo, comenzó a entrenar boxeo y, finalmente, artes marciales mixtas a mediados de la década de los veinte.

## Carrera de artes marciales mixtas

### Inicios
Compiló un récord amateur de 7-0 como peso wélter desde finales de 2013 hasta 2015. Más tarde comenzó su carrera profesional en 2015, compitiendo principalmente en Combate Américas, con una pelea única en Bellator 170. Con el tiempo, acumuló un récord de 8-1, compitió en el programa Contender Series 22 de Dana White, sin embargo, no obtuvo un contrato con la UFC gracias a su victoria por decisión unánime contra Rico Farrington. Posteriormente, ganó el Campeonato Mundial de Peso Wélter de Smash, antes de que se le concediera un contrato con la UFC.

### Ultimate Fighting Championship

#### 2020
Rodriguez debutó en UFC contra Tim Means el 15 de febrero de 2020, en UFC Fight Night 167. Ganó la pelea por sumisión en el segundo asalto. Esta victoria lo hizo merecedor de su primer premio de Actuación de la Noche.
Se esperaba que Rodriguez enfrentara a Kevin Holland el 30 de mayo de 2020, en UFC on ESPN 9. Sin embargo, el 26 de mayo, Holland se vio obligado a retirarse de la pelea debido a una lesión y fue reemplazado por Gabriel Green. Ganó la pelea por decisión unánime.
Se esperaba que Rodriguez enfrentara a Takashi Sato el 22 de agosto de 2020, en UFC on ESPN 15. A pesar de dar el peso requerido, Sato no fue autorizado a pelear por el personal médico de la Comisión Atlética del Estado de Nevada y fue reemplazado por Dwight Grant cuyo oponente, Calen Born, fue retirado del mismo evento por razones no reveladas. Rodriguez ganó la pelea por KO en el primer asalto.
Se esperaba que Rodriguez enfrentara a Bryan Barberena el 14 de noviembre de 2020, en UFC Fight Night 183. Sin embargo, Barberena fue sometido a una laparotomía de emergencia una semana antes del evento, y la pelea fue cancelada.
Rodriguez enfrentó a Nicolas Dalby el 21 de noviembre de 2020, en UFC 255. Perdió la pelea por una controversial decisión unánime. 9 de 20 medios especializados le dieron la pelea a Rodriguez.

#### 2021
Rodriguez enfrentó a Mike Perry el 10 de abril de 2021, en UFC on ABC 2. Ganó la pelea por decisión unánime.
Se esperaba que Rodriguez enfrentara a Abubakar Nurmagomedov el 17 de julio de 2021, en UFC on ESPN 26. Sin embargo, Nurmagomedov se vio obligado a retirarse del evento, alegando una lesión. Fue reemplazado por Preston Parsons. Ganó la pelea por TKO en el primer asalto.
Rodriguez enfrentó a Kevin Lee el 28 de agosto de 2021, en UFC on ESPN 30. Ganó la pelea por decisión unánime.

#### 2022
Se esperaba que Rodriguez enfrentara a Kevin Holland el 10 de septiembre de 2022, en UFC 279. Sin embargo, el día del pesaje, Khamzat Chimaev no alcanzó el peso para su pelea estelar de peso wélter contra Nate Diaz por 7 libras y media. Como resultado, la UFC se vio obligada a cambiar la cartelera. En su lugar, Rodriguez enfrentó a Li Jingliang, que originalmente estaba programado para enfrentarse a Tony Ferguson en el evento coestelar en un combate de peso wélter. El combate de Rodriguez con Jingliang se mantuvo en un peso pactado de 180 libras. Ganó la pelea por decisión dividida.
Se esperaba que Rodriguez enfrentara a Neil Magny el 15 de octubre de 2022, en UFC Fight Night 212. Sin embargo, Rodriguez se retiró de la pelea debido a una infección en el codo. La pelea fue reprogramada para el 5 de noviembre de 2022, en UFC Fight Night 214. Perdió la pelea por sumisión en el tercer asalto.

#### 2023
Rodriguez estaba programado para enfrentar a Gunnar Nelson el 18 de marzo de 2023, en UFC 286. Sin embargo, Rodriguez se retiró de la pelea por razones no reveladas y fue reemplazado por Bryan Barberena.
Rodriguez enfrentó a Ian Garry el 13 de mayo de 2023, en UFC on ABC 4. Perdió la pelea por TKO en el primer asalto. 
Rodriguez estaba programado para enfrentar a Santiago Ponzinibbio el 16 de septiembre de 2023, en UFC Fight Night 227. Sin embargom Rodriguez se retiró de la pelea luego de haber dado posititvo por haber dado positivo por la sustancia prohibida ostarina.

#### 2024
Rodriguez enfrentó a Kelvin Gastelum el 22 de enero de 2024, en UFC on ABC 6. Perdió la pelea por decisión unánime.

## Campeonatos y logros

### Artes marciales mixtas
- Smash Global
  - Campeonato Mundial de Peso Wélter de Smash (Una vez)[8]

- Ultimate Fighting Championship
  - Actuación de la Noche (Una vez) vs. Tim Means[12]

## Récord en artes marciales mixtas
| Récord profesional | Récord profesional | Récord profesional |
| 24 peleas          | 19 victorias       | 5 derrotas         |
| ------------------ | ------------------ | ------------------ |
| Nocaut             | 8                  | 1                  |
| Sumisión           | 4                  | 1                  |
| Decisión           | 7                  | 3                  |

| Resultado | Récord | Oponente           | Método                            | Evento                                     | Fecha                    | Ronda | Tiempo | Localización             | Notas                                       |
| --------- | ------ | ------------------ | --------------------------------- | ------------------------------------------ | ------------------------ | ----- | ------ | ------------------------ | ------------------------------------------- |
| Victoria  | 19-5   | Kevin Holland      | Decisión (unánime)                | UFC 318                                    | 20 de julio de 2025      | 3     | 5:00   | Nueva Orleans, Luisiana  |                                             |
| Victoria  | 18-5   | Alex Morono        | Decisión (unánime)                | UFC Fight Night: Royval vs. Taira          | 12 de octubre de 2024    | 3     | 5:00   | Las Vegas, Nevada        |                                             |
| Derrota   | 17-5   | Kelvin Gastelum    | Decisión (unánime)                | UFC on ABC: Whittaker vs. Aliskerov        | 22 de junio de 2024      | 3     | 5:00   | Riad                     |                                             |
| Derrota   | 17-4   | Ian Garry          | TKO (patada a la cabeza y golpes) | UFC on ABC: Rozenstruik vs. Almeida        | 13 de mayo de 2023       | 1     | 2:57   | Charlotte, NC            |                                             |
| Derrota   | 17-3   | Neil Magny         | Sumisión (D'Arce choke)           | UFC Fight Night: Rodriguez vs. Lemos       | 5 de noviembre de 2022   | 3     | 3:32   | Las Vegas, Nevada        |                                             |
| Victoria  | 17-2   | Li Jingliang       | Decisión (dividida)               | UFC 279                                    | 10 de septiembre de 2022 | 3     | 5:00   | Las Vegas, Nevada        | Pelea en peso pactado (180 lbs).            |
| Victoria  | 16-2   | Kevin Lee          | Decisión (unánime)                | UFC on ESPN: Barboza vs. Chikadze          | 28 de agosto de 2021     | 3     | 5:00   | Las Vegas, Nevada        |                                             |
| Victoria  | 15-2   | Preston Parsons    | TKO (puñetazos)                   | UFC on ESPN: Makhachev vs. Moisés          | 17 de julio de 2021      | 1     | 3:47   | Las Vegas, Nevada        |                                             |
| Victoria  | 14-2   | Mike Perry         | Decisión (unánime)                | UFC on ABC: Vettori vs. Holland            | 10 de abril de 2021      | 3     | 5:00   | Las Vegas, Nevada        |                                             |
| Derrota   | 13-2   | Nicolas Dalby      | Decisión (unánime)                | UFC 255                                    | 21 de noviembre de 2020  | 3     | 5:00   | Las Vegas, Nevada        |                                             |
| Victoria  | 13-1   | Dwight Grant       | KO (golpes)                       | UFC on ESPN: Munhoz vs. Edgar              | 22 de agosto de 2020     | 1     | 2:24   | Las Vegas, Nevada        |                                             |
| Victoria  | 12-1   | Gabriel Green      | Decisión (unánime)                | UFC on ESPN: Woodley vs. Burns             | 30 de mayo de 2020       | 3     | 5:00   | Las Vegas, Nevada        |                                             |
| Victoria  | 11-1   | Tim Means          | Sumisión (guillotine choke)       | UFC Fight Night: Anderson vs. Błachowicz 2 | 15 de febrero de 2020    | 2     | 2:37   | Río Rancho, Nuevo México | Actuación de la Noche.                      |
| Victoria  | 10-1   | Quinton McCottrell | TKO (golpes)                      | SMASH Global 9: Black Tie Fight Night      | 19 de diciembre de 2019  | 2     | 1:48   | Hollywood, California    | Ganó el Campeonato de Peso Wélter de la SG. |
| Victoria  | 9-1    | Rico Farrington    | Decisión (unánime)                | Dana White's Contender Series 22           | 30 de julio de 2019      | 3     | 5:00   | Las Vegas, Nevada        | Regreso a peso wélter.                      |
| Victoria  | 8-1    | Iván Castillo      | KO (rodillazo)                    | Combate 31: México vs. USA                 | 22 de febrero de 2019    | 2     | 2:31   | Fresno, California       | Pelea en peso pactado (165 lbs).            |
| Victoria  | 7-1    | Ozzie Alvarez      | TKO (golpes)                      | Combate 25: Camino a Copa Combate          | 28 de septiembre de 2018 | 3     | 2:41   | Long Beach, California   | Pelea en peso pactado (165 lbs).            |
| Victoria  | 6-1    | Álex Velasco       | Sumisión (rear-naked choke)       | Combate 23: México vs. El Mundo            | 18 de mayo de 2018       | 3     | 2:41   | Tijuana, Baja California | Debut en peso ligero.                       |
| Victoria  | 5-1    | Justin Baesman     | TKO (golpes)                      | CXF 11: Alpha Dog                          | 17 de febrero de 2018    | 2     | 1:17   | Studio City, Los Ángeles |                                             |
| Derrota   | 4-1    | Victor Reyna       | Decisión (dividida)               | Combate 19: Queen Warriors                 | 1 de diciembre de 2017   | 3     | 5:00   | San Antonio, Texas       |                                             |
| Victoria  | 4-0    | Joel Champion      | TKO (golpes)                      | Combate 13                                 | 20 de abril de 2017      | 1     | 1:55   | Tucson, Arizona          |                                             |
| Victoria  | 3-0    | Christian Gonzalez | TKO (golpes)                      | Bellator 170                               | 21 de enero de 2017      | 2     | 3:55   | Inglewood, California    | Pelea en peso pactado (182 lbs).            |
| Victoria  | 2-0    | Hector Saldaña     | Sumisión (arm-triangle choke)     | Combate 8                                  | 11 de agosto de 2016     | 1     | 3:45   | Los Ángeles, California  | Debut en peso wélter.                       |
| Victoria  | 1-0    | Christopher Gates  | Sumisión (armbar)                 | KOTC: Sanctioned                           | 14 de junio de 2015      | 1     | 4:54   | San Jacinto, California  |                                             |